# Pompás tirannusz
A pompás tirannusz (Tachuris rubrigastra) a madarak (Aves) osztályának verébalakúak (Passeriformes) rendjébe, ezen belül a királygébicsfélék (Tyrannidae) családjába tartozó Tachuris nem egyetlen faja.

## Előfordulása
Argentína, Bolívia, Brazília, Chile, Paraguay, Peru és Uruguay területén honos. A természetes élőhelye mocsarak, lápok és édesvízi tavak környéke.

## Alfajai
- Tachuris rubrigastra alticola (Berlepsch & Stolzmann, 1896)
- Tachuris rubrigastra libertatis Hellmayr, 1920
- Tachuris rubrigastra loaensis Philippi B. & A. W. Johnson, 1946
- Tachuris rubrigastra rubrigastra (Vieillot, 1817)

## Megjelenése
Átlagos testhossza 10,5 centiméter, testtömege 7,225 gramm. Nevét feltűnő tollazatáról kapta.

## Szaporodása
Fészkét növény szárára készíti.
|  |